# Partito del Potere Popolare (Corea del Sud)
Il Partito del Potere Popolare (in coreano: 국민의힘?, 國民力量?, Gungmin-ui himLR, KungminŭihimMR), precedentemente noto come Partito Unito del Futuro (in coreano: 미래통합당?, 未來統合黨?, Mirae tonghap dangLR, Miraet'onghaptangMR), è un partito politico sudcoreano di orientamento conservatore costituitosi nel febbraio 2020 dalla confluenza tra il Partito della Libertà di Corea, il Nuovo Partito Conservatore e altre formazioni minori.

## Risultati

### Elezioni parlamentari
| Elezione | Voti       | %     | Seggi     |
| -------- | ---------- | ----- | --------- |
| 2020     | 9.441.520  | 33,84 | 122 / 300 |
| 2024     | 13.179.769 | 45,73 | 108 / 300 |

### Elezioni presidenziali
| Elezione | Candidato      | Voti       | %     | Risultato            |
| -------- | -------------- | ---------- | ----- | -------------------- |
| 2022     | Yoon Seok-yeol | 16.394.815 | 48,56 | ✔️ Eletta/o          |
| 2025     | Kim Moon-so    | 14.395.639 | 41,15 | ❌ Non eletta/o (2º) |